# Rombdodekaéder

Rombdodekaéder

A rombdodekaéder (esetleg: rombododekaéder), rombtizenkettes, granatoéder, gránátdodekaéder, granatoid, gránát, olyan poliéder, melynek 12 lapja van és mindegyik lapja egymással egybevágó rombusz. 24 éle és 14 csúcsa van, melyből 8 háromlapú, 6 pedig négylapú. Catalan-test, melynek duálisa a kuboktaéder.

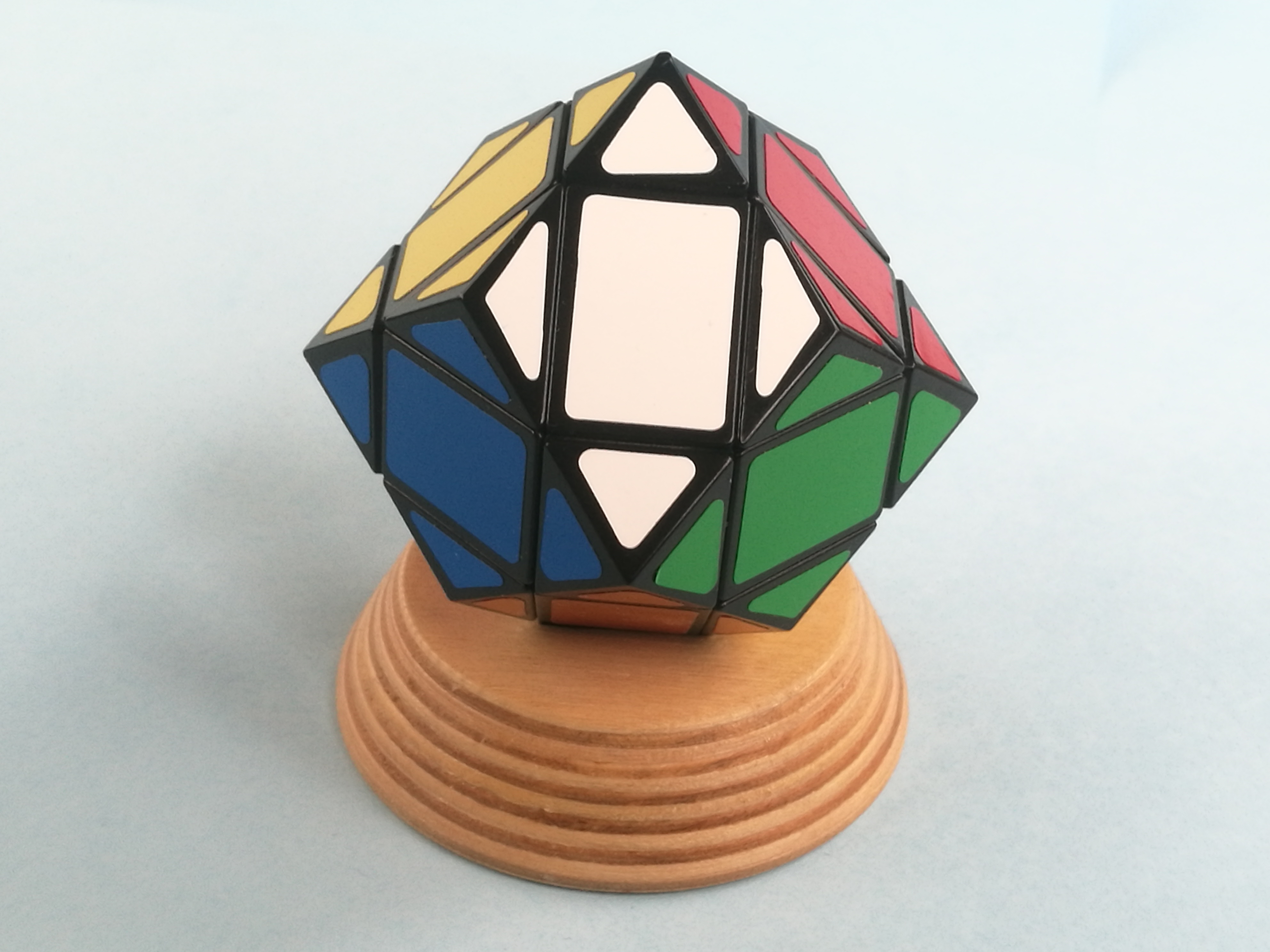
Super Skewb Cube – játék

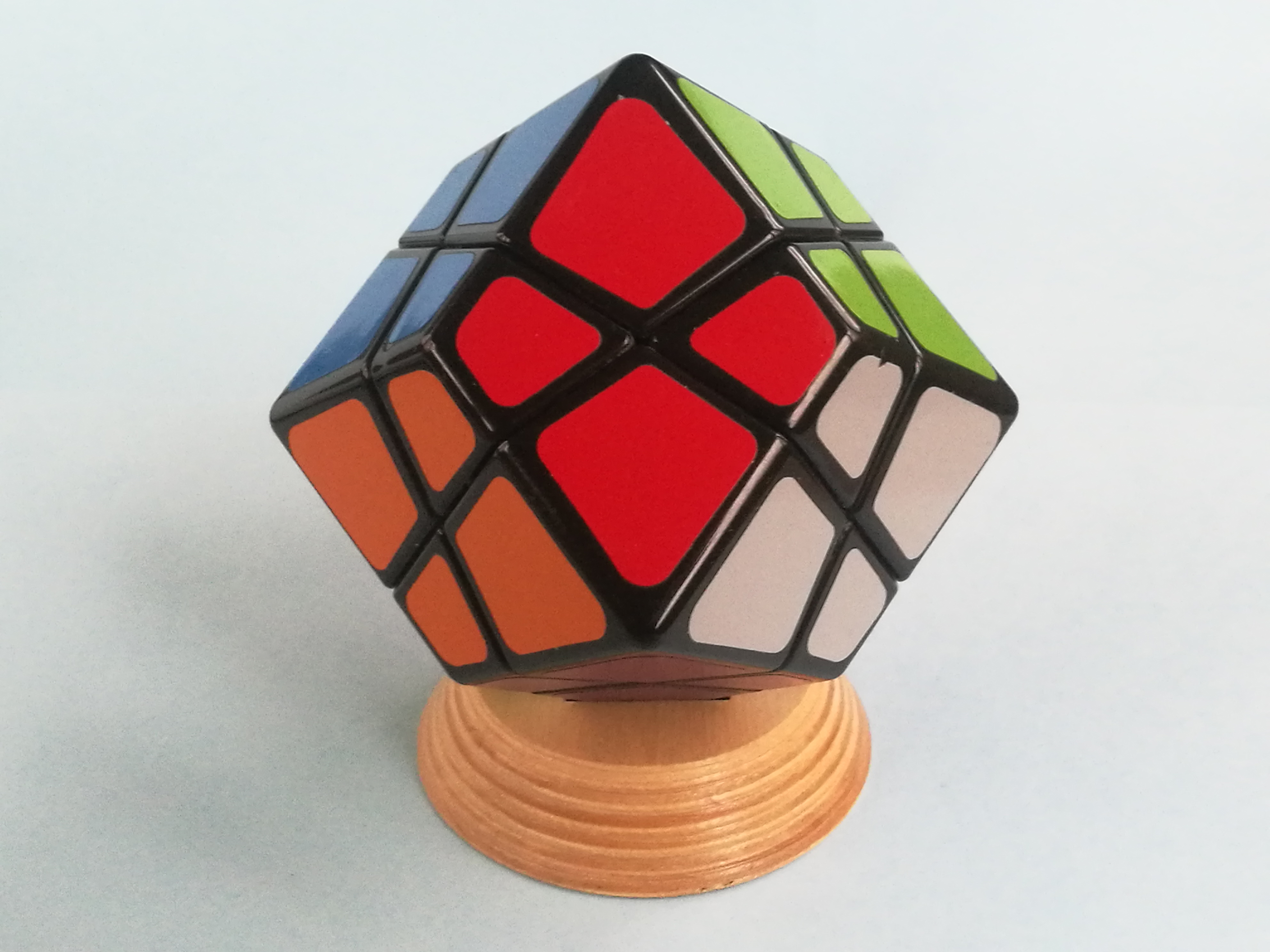
Big Stone Dodcahedron Cube – játék

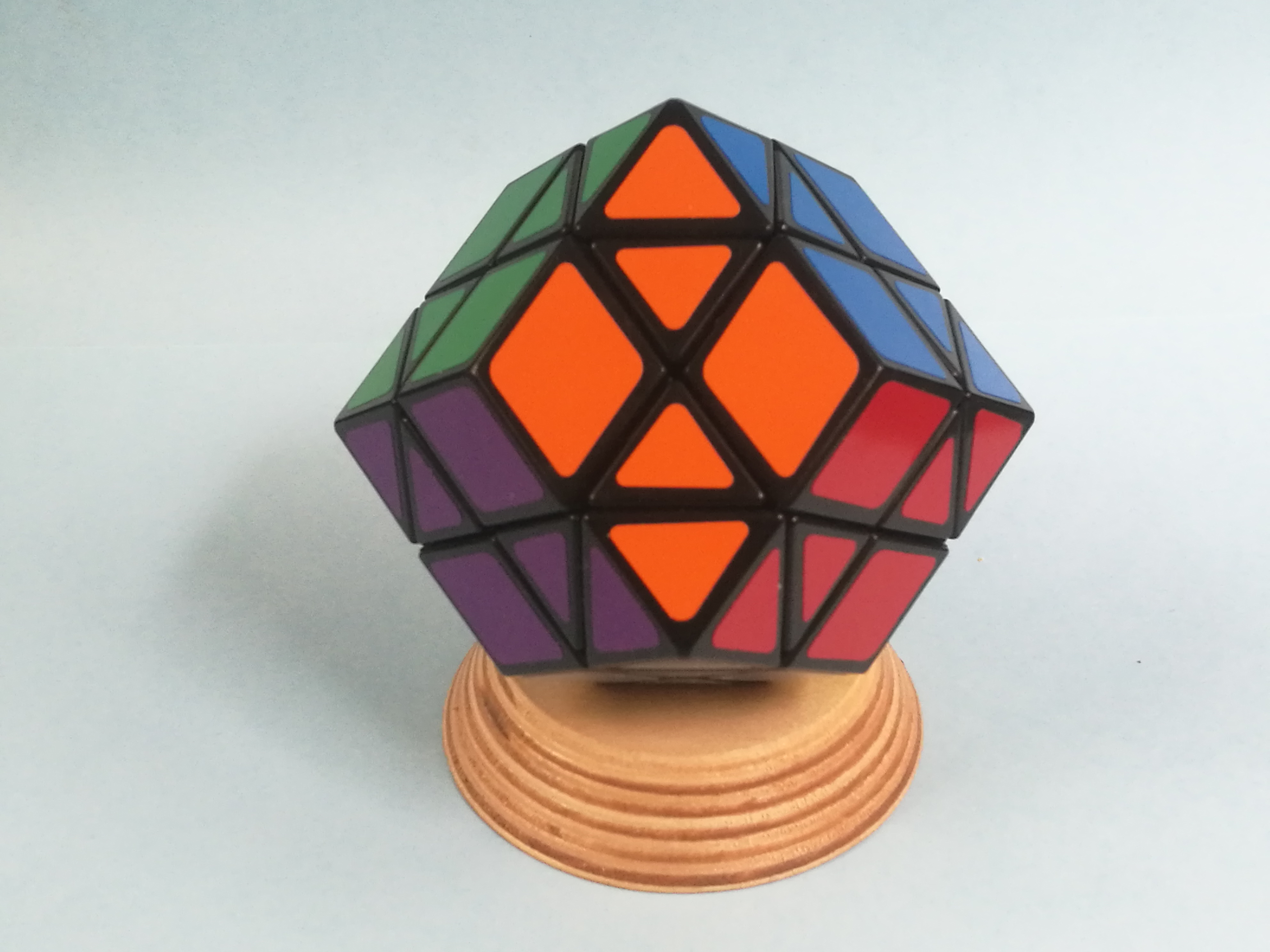
Rua Cube - játék

A magyar nyelvben e térforma megnevezésére a gránát szó javasolt. – A rombdodekaéder formájú játékok terjedése is e mellett szól. Super Skewb Cube (kis gránát), Big Sone Dodecahedron Cube (nagy gránát), Rua Cube (Rua gránát).
„A gránát nyelvi szempontokból is alkalmas megnevezésnek tűnik, rövid, jól használható, motivált (ismert korábbi jelentésekkel bíró, képi hátterű) nyelvi forma. Ez a típusú, hasonlóságon alapuló (metaforikus) jelentésváltozás gyakori és hagyományos útja az új fogalmak megnevezésének. Remélni lehet, hogy a nyelvhasználók egyre többen megismerik és megszeretik majd a gránát-ot, így szélesebb körben is használatos lehet/lesz."

## A térforma természetbeni előfordulása
A gránát csoportba tartozó féldrágakövek alapvető kristályosodási formája. 

## Kapcsolatai
A gránát a kockával és az oktaéderrel is kapcsolatba hozható, s a transzformációs folyamat során közöttük áll. A transzformációs sor: hexaéder – tetrakiszhexaéder – rombdodekaéder – triakiszoktaéder – oktaéder.
|  |

Amennyiben a kocka (hexaéder) lapközepeit kiemeljük a síkból, a kocka oldalait, oldalanként 4-4 egyenlő szárú háromszög foglalja el. Ez a tetrakiszhexaéder. Amennyiben az adott csúcsokat tovább emeljük, egy adott pillanatban a szomszédos oldalak háromszögei rombuszokká simulnak, és kialakul a gránát (rombdodekaéder). Viszont, ha a gránát három élt befogó csúcsait elkezdjük a test középpontja felé süllyeszteni, a rombuszok, az előzőre merőleges átlójuk mentén, ismét egyenlő szárú háromszögekké törnek, és létre jön a triakiszoktaéder. Az adott csúcsok további süllyesztésével a 3-3 egyenlő szárú háromszög egy nagyobb, egyenlő oldalú háromszöggé simul, és megszületik az oktaéder forma. A folyamat fordítva is igaz.

## Származtatása
A gránát a gömbből is származtatható, hasonlóan ahhoz, ahogyan a körök (hengerek) bizonyos körülmények között méhsejt, azaz hatszögformát vesznek fel.
Amennyiben azonos méretű gömböket helyezünk egy körbezárt sík felületre, több sorban, akkor a halmaz belsejében levő minden egyes gömb 12 másik gömbbel érintkezik felületének tizenkét pontján. Azonos síkban minden gömböt 6 másik vesz körül, illetve a felette és alatta levő sorokban 3-3 másik gömbbel érintkezik.

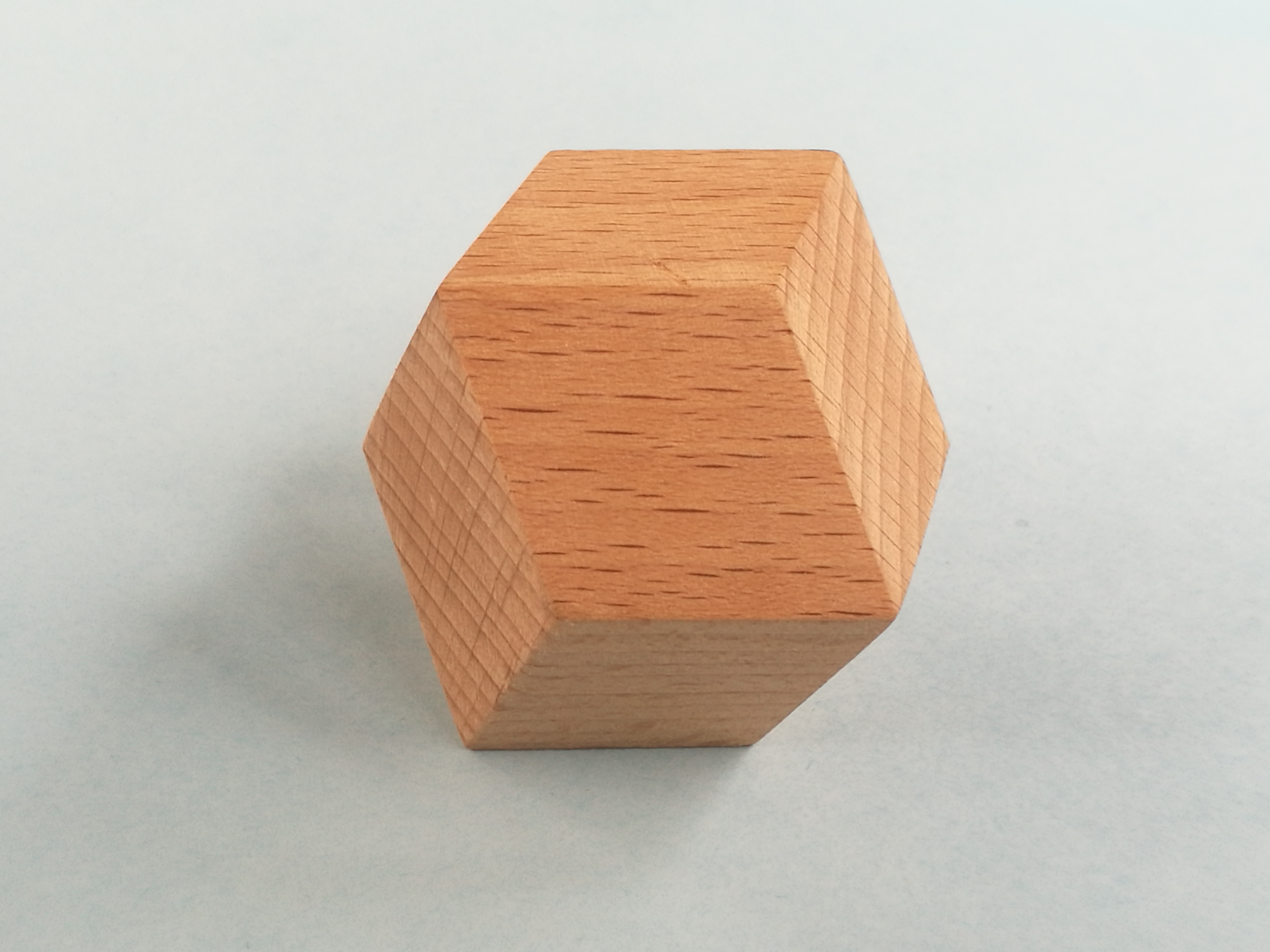
Gránát – térforma

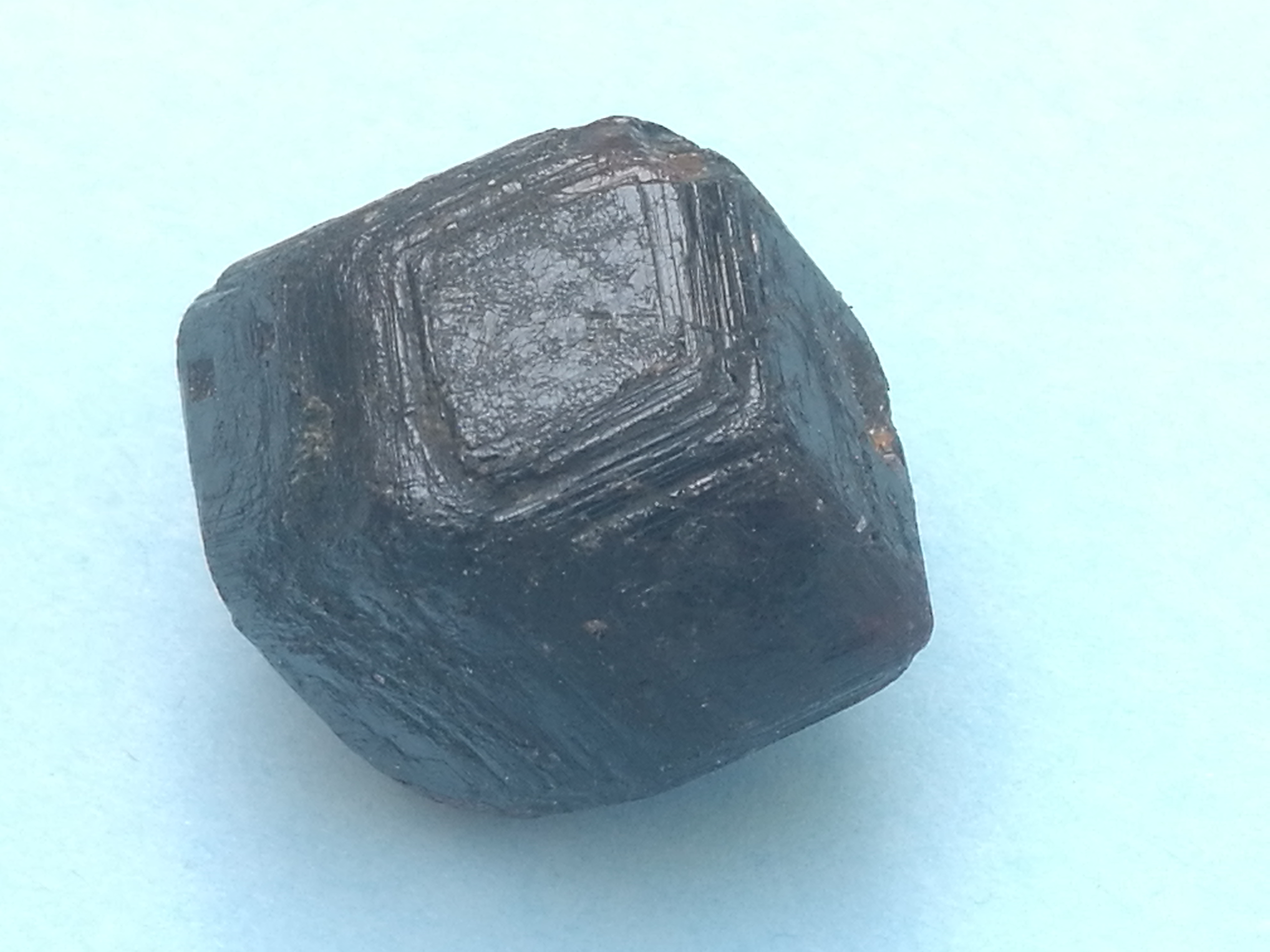
Almandin gránát - féldrágakő - szabályos kristály

Amennyiben a gömbök oly mértékben összepréselődnek, hogy közöttük szabad tér nem marad, belőlük 12 rumbusz által határolt térforma jön létre. Ez a rombdodekaéder, vagy gránát. Lényeges, hogy az alapsor – amelyben a vizsgált gömb elhelyezkedik – felett és alatt lévő sorban a 3-3 érintkező gömb, a sorok síkjában, egymáshoz képest 60⁰-al elfordulva helyezkedjenek el.
Vizsgált gömb – kék; alapsori gömbök – szürke; felső sori érintkező gömbök – narancs; alsó sori érintkező gömbök – lila.
Tehát a gömbök természetes elrendeződése és deformációja során egyik esetben kialakul a gránát térforma. (A másik formáról a Kiegészítés tartalmaz információkat.)

## Felszín és térfogat
Egy a élhosszúságú rombdodekaéder A felszíne és V térfogata a következőképpen számolható ki:
{\displaystyle A=8{\sqrt {2}}a^{2}\approx 11.3137085a^{2}}
{\displaystyle V={\frac {16}{9}}{\sqrt {3}}a^{3}\approx 3.07920144a^{3}}

## Kiegészítés
Amennyiben az alapsor feletti és alatti sorokban elhelyezkedő 3-3 gömb fedésben vannak, nem gránát forma keletkezik, hanem egy olyan 12 oldalú test jön létre, melynek alapsori 6 oldallapja egyenlő szárú trapéz, míg a 3-3 felső és alsó lapja rombusz. Ez a romb-trapéz tizenkettes.

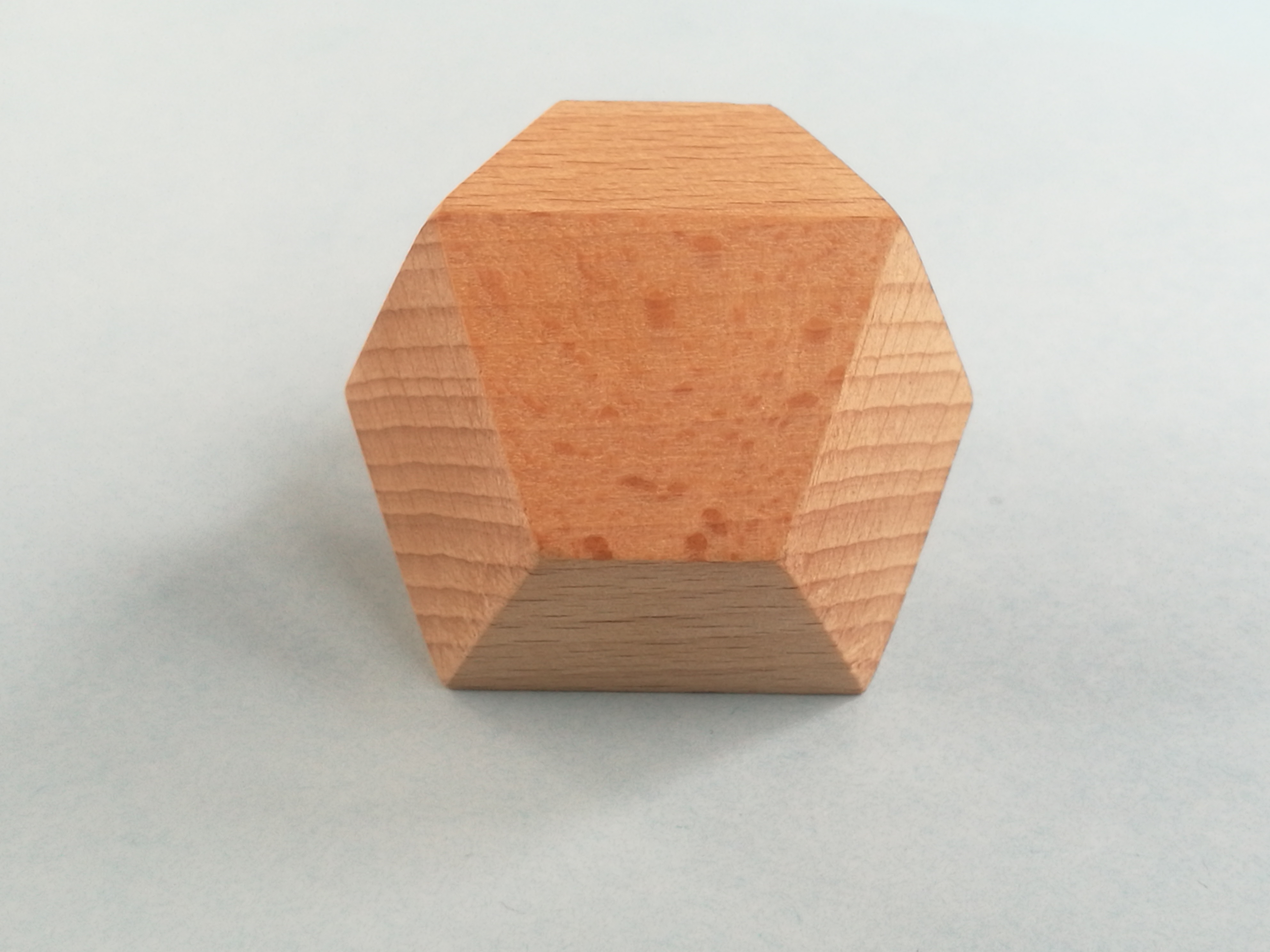
Romb-trapéz tizenkettes – térforma

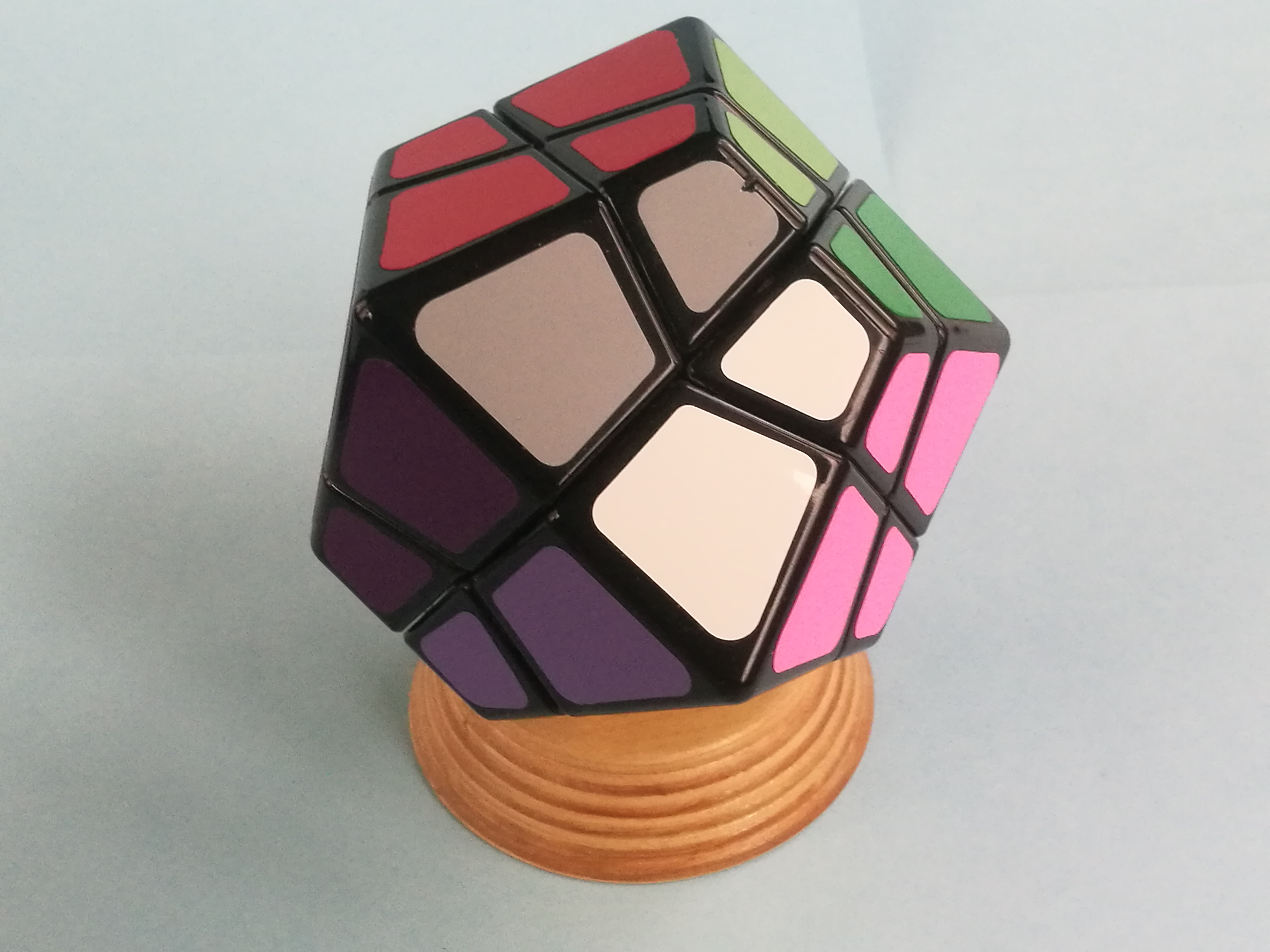
Big Stone Dodecahedron Cube (nagy gránát) – romb-trapéz formára csavarva.